# HD 207077
HD 207077 — одиночная звезда в созвездии Водолея на расстоянии приблизительно 510 световых лет (около 156 парсеков) от Солнца. Видимая звёздная величина звезды — +8,27m.
Вокруг звезды обращается, как минимум, одна планета.

## Характеристики
HD 207077 — жёлтый карлик или субгигант спектрального класса G8IV/V. Масса — около 1,13 солнечной, радиус — около 4,35 солнечных, светимость — около 12,156 солнечных. Эффективная температура — около 5165 К.

## Планетная система
В 2019 году командой астрономов было объявлено об открытии планеты.